# Nachal Nachšon
Nachal Nachšon (hebrejsky: נחל נחשון) je vádí v Izraeli, v Judských horách v Jeruzalémském koridoru a v pobřežní planině.
Začíná v nadmořské výšce víc než 500 metrů severozápadně od obce Šoreš. Směřuje pak k severozápadu rychle se zahlubujícím údolím se zalesněnými svahy, přičemž míjí po levé straně míjí výšinu zvanou Šluchat Šajarot, po pravé Šluchat Mišlatim. Obě upomínají na minulost této soutěsky zvané Ša'ar ha-Gaj, která hrála významnou roli v bojích během první arabsko-izraelské války v roce 1948. Končí zde totiž svahy Judských hor a otevírá se přepolí Ajalonského údolí. Šlo o dopravně strategický významnou oblast, podobně jako nedaleký Latrun, o který se v roce 1948 rovněž bojovalo. Soutěskou nyní vede dálnice číslo 1. Zprava zde vádí přijímá tok Nachal Ilan. Nachal Nachšon se stáčí k západu, nyní již v otevřenějším Ajalonském údolí, a z jihu obchází lokalitu Latrunu, přičemž zde prochází bývalým nárazníkovým pásmem mezi Izraelem a Západním břehem Jordánu okolo takzvaného latrunského výběžku. Zleva přijímá vádí Nachal Derech Burma, ze severu zde míjí vesnici Neve Šalom a z východu Nachšon, kde se stáčí k severu. Rovinatou krajinou pak vede poblíž turistického parku Mini Israel. Na východním okraje vesnice Kfar Bin Nun potom ústí zleva do toku Nachal Ajalon, přičemž soutok je řešen jako umělá sezónní nádrž Ma'agar Ajalon, zadržující dešťové vody.